# Simmetrie amorose
Simmetrie amorose è un romanzo della scrittrice britannica Jeanette Winterson, pubblicato nel 1997. In Italia è stato pubblicato per la prima volta nel 1998.

## Edizioni
- Jeanette Winterson, Simmetrie amorose, traduzione di Pia Pera, collana Piccola Biblioteca Oscar Mondadori, Mondadori, 2003,  p. 226, ISBN 88-04-47748-2.